# Tabula recta

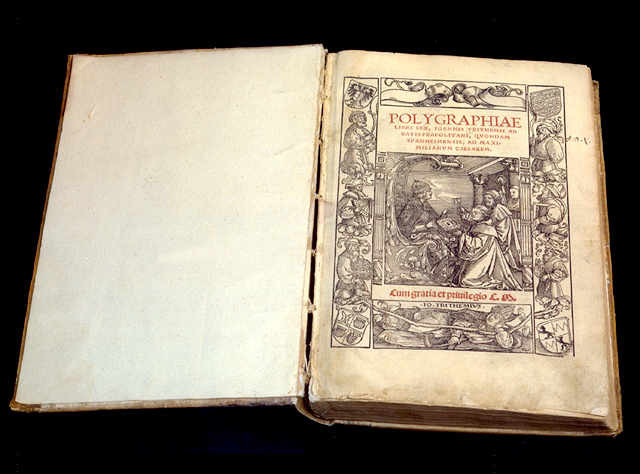
Polygraphiae scrisă de Trithemius

Tabula recta

În criptografie, tabula recta este un pătrat de alfabete, fiecare linie fiind decalată cu un loc spre stânga față de cea de dinainte. Termenul a fost inventat de Johannes Trithemius în 1518.
Acesta folosea tabula recta pentru a defini un cifru polialfabetic ce a fost echivalent cu cifrul lui Leon Battista Alberti. Se face referință la tabula recta când se discută despre cifruri anterioare computerelor, precum cifrul Vigenère și cifrul cu autocheie (mai puțin cunoscut dar mai puternic securizat) al lui Blaise de Vigenère. Toate cifrurile polialfabetice ce se bazează pe cifrul Cezar pot fi descrise în termeni de tabula recta.